# Транспорт в Финляндии

Сеть автомобильных и железных дорог на карте Финляндии

Транспорт в Финляндии (фин. Liikenne Suomessa) — транспортная инфраструктура, занимающая одно из важных мест в экономике Финляндии.

## Автодорожная сеть

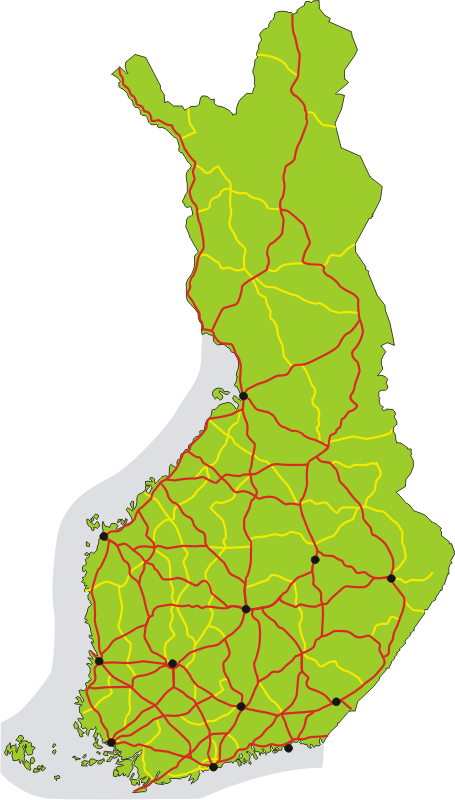
Сеть основных автомобильных дорог Финляндии. Автомагистрали (Valtatiet) отмечены красным, скоростные дороги (kantatiet) — жёлтым.

Автомобильными дорогами Финляндии занимается Управление дорог (фин. Tiehallinto) — ведомство, подчинённое министерству транспорта и связи.

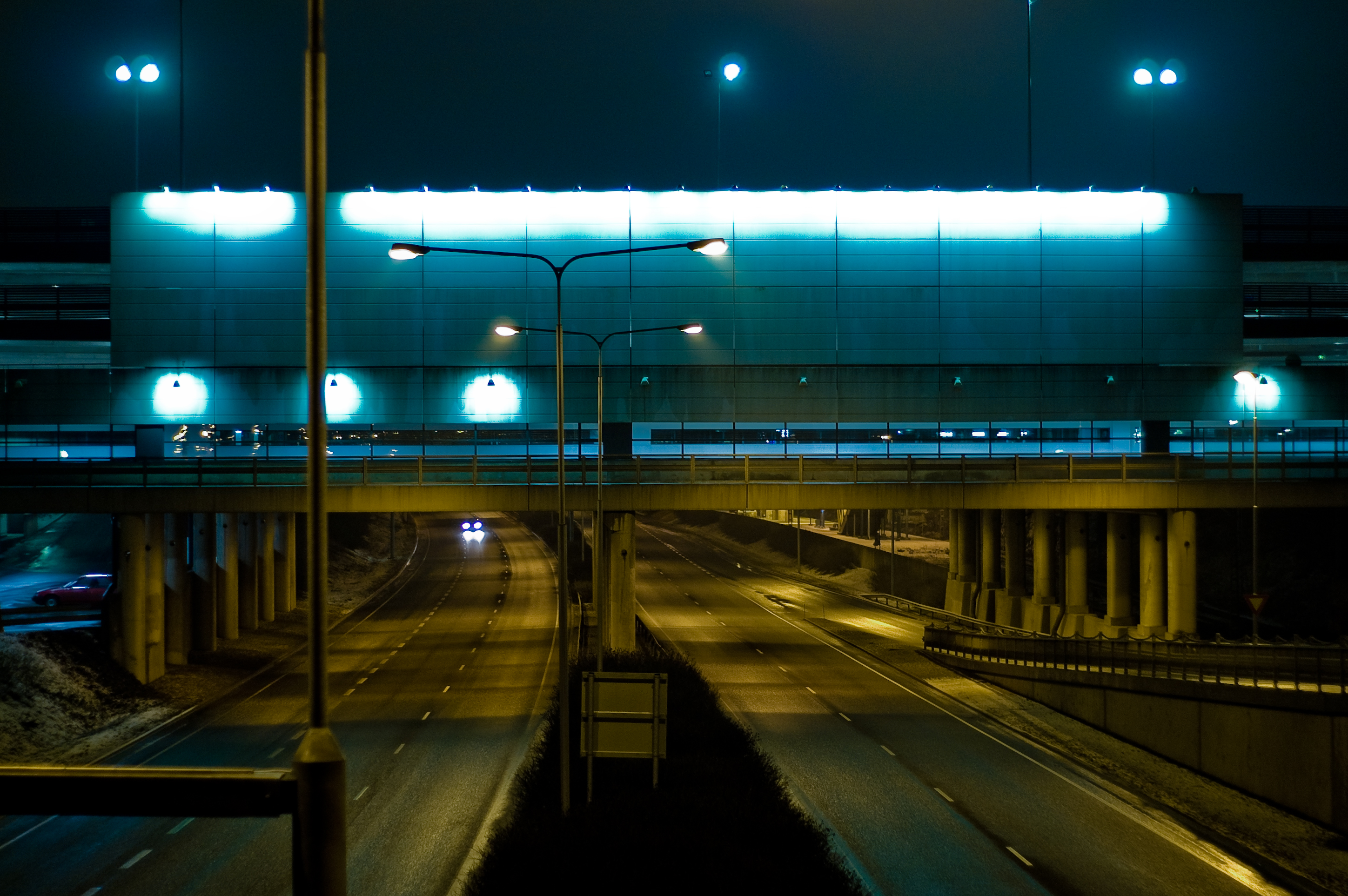
Транспортная развязка около города Турку

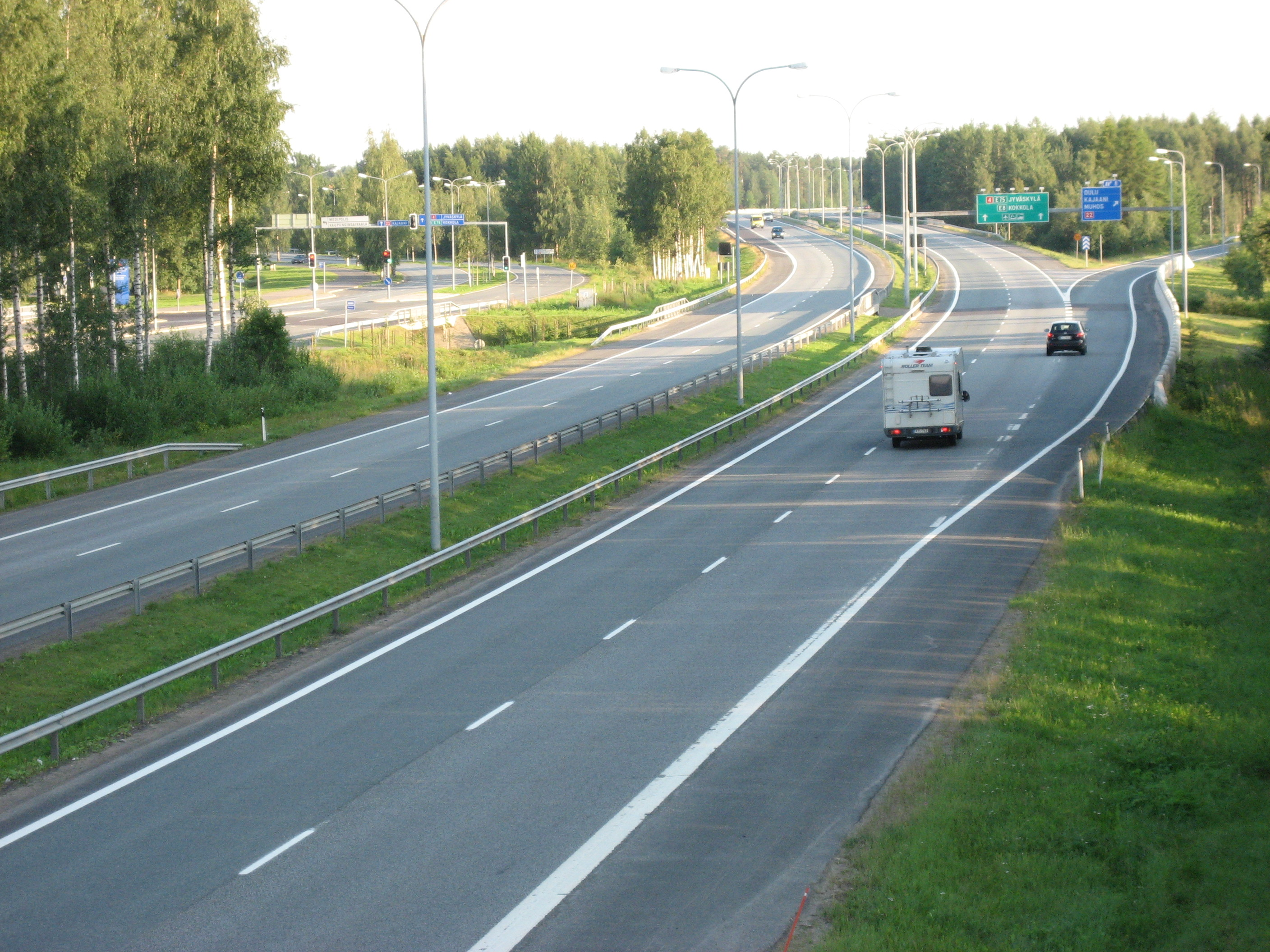
Valtatie 4 в Оулу

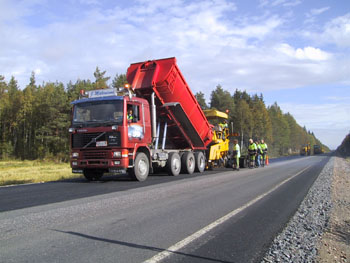
Укладка асфальта

Сеть дорог постоянно расширяется. Состояние дорожного полотна и системы — образцовое, укладка асфальта производится по европейским технологиям в несколько слоёв с амортизирующей подушкой. Имеется множество скоростных шоссе и автострад, оборудованных развязками, местами для отдыха и информационными табло. Столица Хельсинки, к примеру, несмотря на тот факт, что в ней проживает всего лишь 500 тысяч человек с пригородами, имеет целых 3 объездных дороги: Kantatie 50, Kehä II и Seututie 101.
Наряду с проложенными между городами автомагистралями повсеместно развита сеть поддерживающихся круглый год грунтовых дорог. В крупных городах обустроены велосипедные дорожки.
Протяжённость автомобильных дорог общего пользования в Финляндии составляет 78,17 тысяч км, из них с усовершенствованным покрытием — около 18 тысяч км. (23 % от общей протяжённости). На дорогах имеется более 13,5 тысяч мостов, 59 канатных паромных переправ и 4 автономных парома. Освещённых участков дорог — 8 тысяч км. Терминалов для автотранспорта насчитывается 123 единицы.
Движение правостороннее. Платных автомобильных дорог в Финляндии нет.
Хотя система автомобильных дорог была расширена, а парк частных автомашин сильно вырос в 1960—1970-е годы, интенсивность дорожного движения в Финляндии всё ещё невелика по сравнению с другими скандинавскими странами.
В некоторых областях развешаны предупреждения об опасности столкновения с лосями и оленями.

### Автомобильный транспорт
В стране насчитывается более 1 млн легковых и 130 000 грузовых автомобилей.
Распространён прокат автомобилей. Компании, предоставляющие такие услуги, можно найти во всех крупных городах и основных аэропортах. В Финляндии можно взять напрокат также «дом на колёсах».
Ближний свет должен быть включён независимо от времени суток у всех автомобилей. Обязательно использование ремней безопасности. На большей части автостоянок время парковки ограничено. Для контроля и оплаты парковки существуют счётчики и автоматы.
Пересечение российско-финской границы на автомобиле возможно через 24 автомобильных пункта пропуска:
- МАПП Торфяновка (Торфяновка—Ваалимаа),
- МАПП Брусничное (Брусничное—Нуйямаа),
- Вяртсиля—Ниирала (фин. Niiralan raja-asema),
- Люття—Вартиус (фин. Vartius),
- Светогорск—Иматра,
- Салла (трасса Кандалакша-Алакуртти).
- Лотта—Рая-Йоосеппи (фин. Raja-Jooseppi)

#### Маршрутный автотранспорт

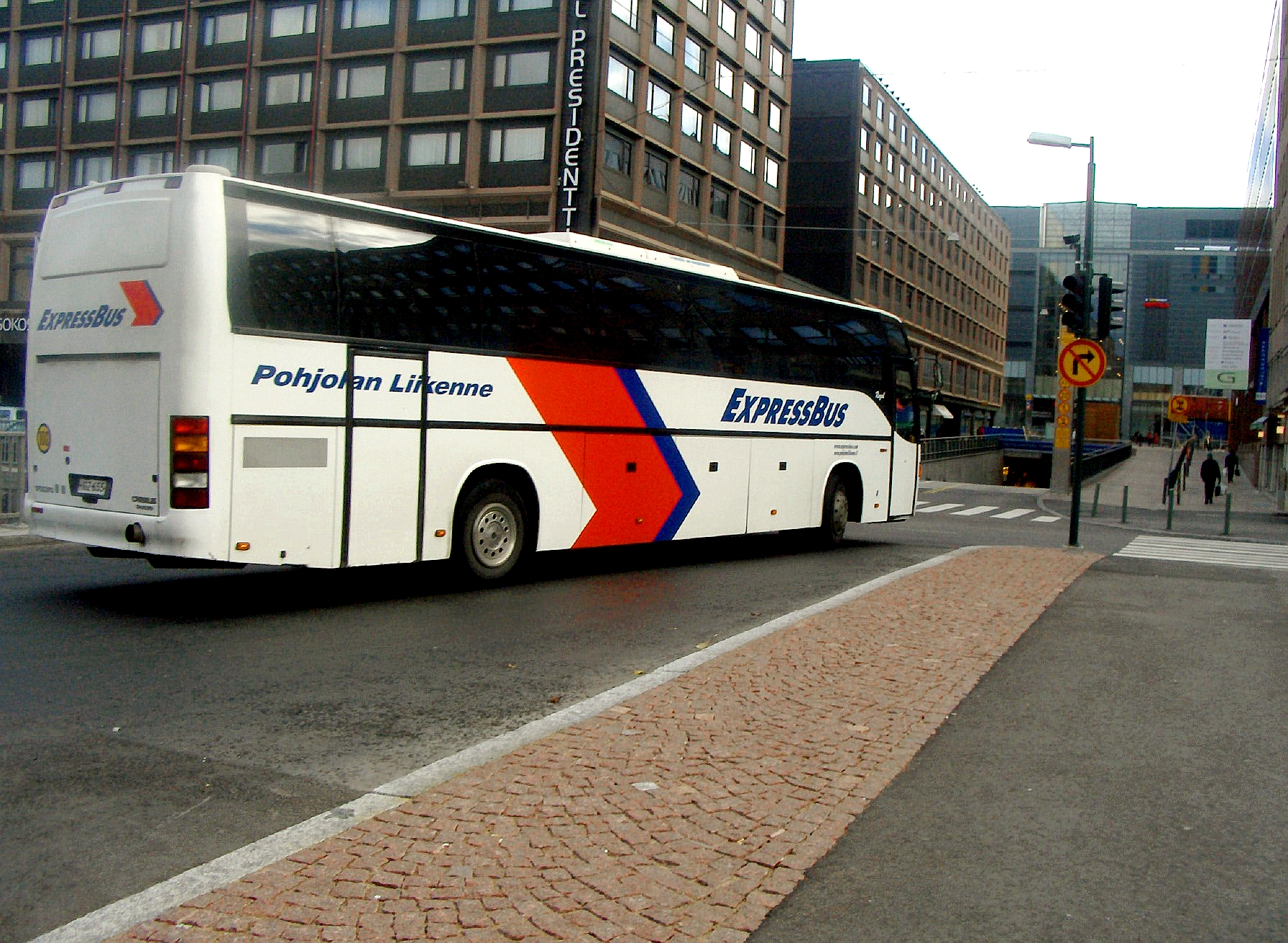
Автобус компании-перевозчика ExpressBus (транспортный оператор Pohjolan Liikenne)

Густая сеть автобусных маршрутов связывает практически все населённые пункты, служит основой внутригородского транспорта и соединяет страну с Россией, Норвегией и Швецией. Почти в каждом городе есть автовокзал. И если через этот город проложена железная дорога, то автовокзал всегда будет расположен в непосредственной близости от вокзала железнодорожного.
Отличительная черта междугородних автобусов — пунктуальность. Причём на автобусе можно проделать даже такой длинный маршрут, как из Хельсинки в Оулу (около 9 часов) или из Турку в Рованиеми (около 15 часов). Из Хельсинки ежедневно ходит более 300 автобусов-экспрессов, на которых можно добраться и до наиболее отдалённых и изолированных частей страны. В провинции Лаппи автобус — главное средство сообщения.
На рейсовых автобусах, как и на других видах транспорта, существуют льготные билеты и система скидок. Транспортное управление столичного региона HSL с 2013 года предлагает пассажирам новую систему оплаты проезда в общественном транспорте с телефонов, снабжённых технологией NFC.
Расписание междугородных линий составлено так, чтобы обеспечить максимальную согласованность автобусных перевозок с железнодорожным, морским и воздушным транспортом.

## Железнодорожный транспорт

### Железнодорожная сеть

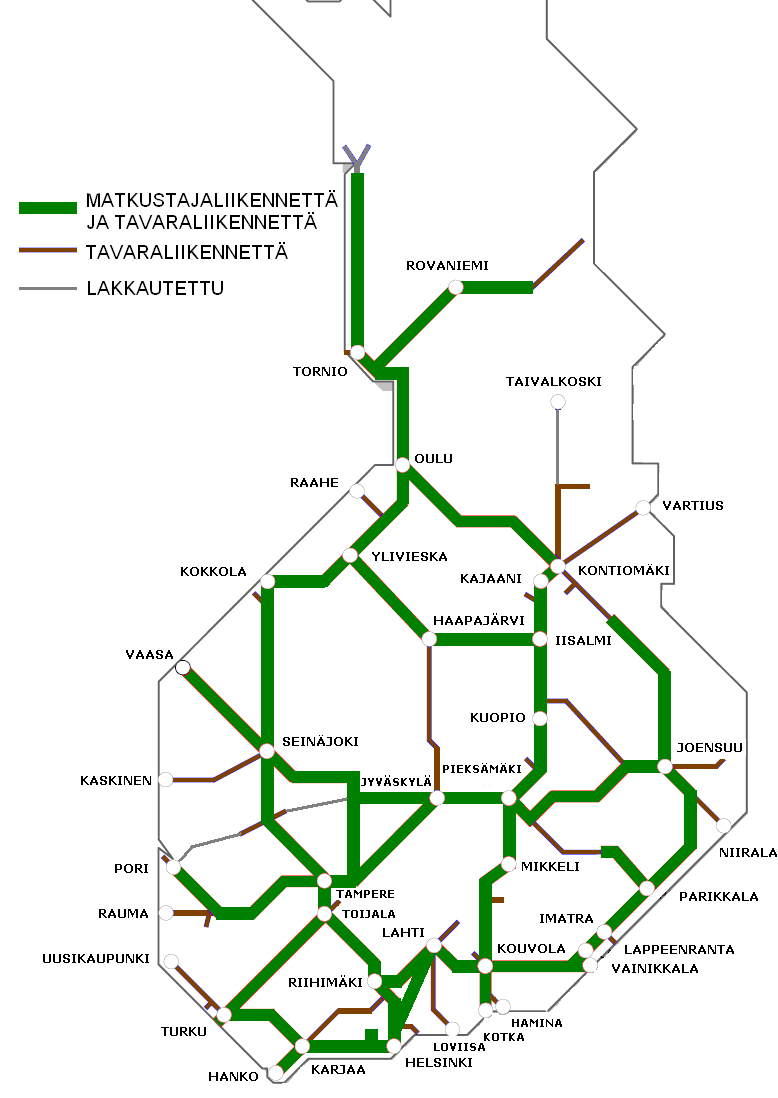
Схема железнодорожной сети Финляндии на 2006 год

Железнодорожная сеть Финляндии управляется государственной компанией Ratahallintokeskus, подчинённой министерству транспорта и связи.
Протяжённость железных дорог Финляндии составляет 5 794 км, из которых обеспечены электричеством 3 047 км.

Сеть железных дорог плотно охватывает всю страну. Пригороды столицы обслуживаются поездами ближнего радиуса.
Железнодорожная сеть связывает друг с другом почти все крупные и мелкие города Финляндии. Электропоезда курсируют на важнейших маршрутах: Хельсинки — Турку, Хельсинки — Пори, Хельсинки — Оулу, Хельсинки — Иисалми, Хельсинки — Йоенсуу и Турку — Тойяла.
Парк подвижного состава состоит из 502 дизельных локомотивов и 130 электровозов, большинство из которых оборудованы системой оповещения, основанной на спутниковой технологии определения местонахождения. Вагонный парк насчитывает более 14 тыс. ед., в том числе пассажирских вагонов около 1 тыс. ед.

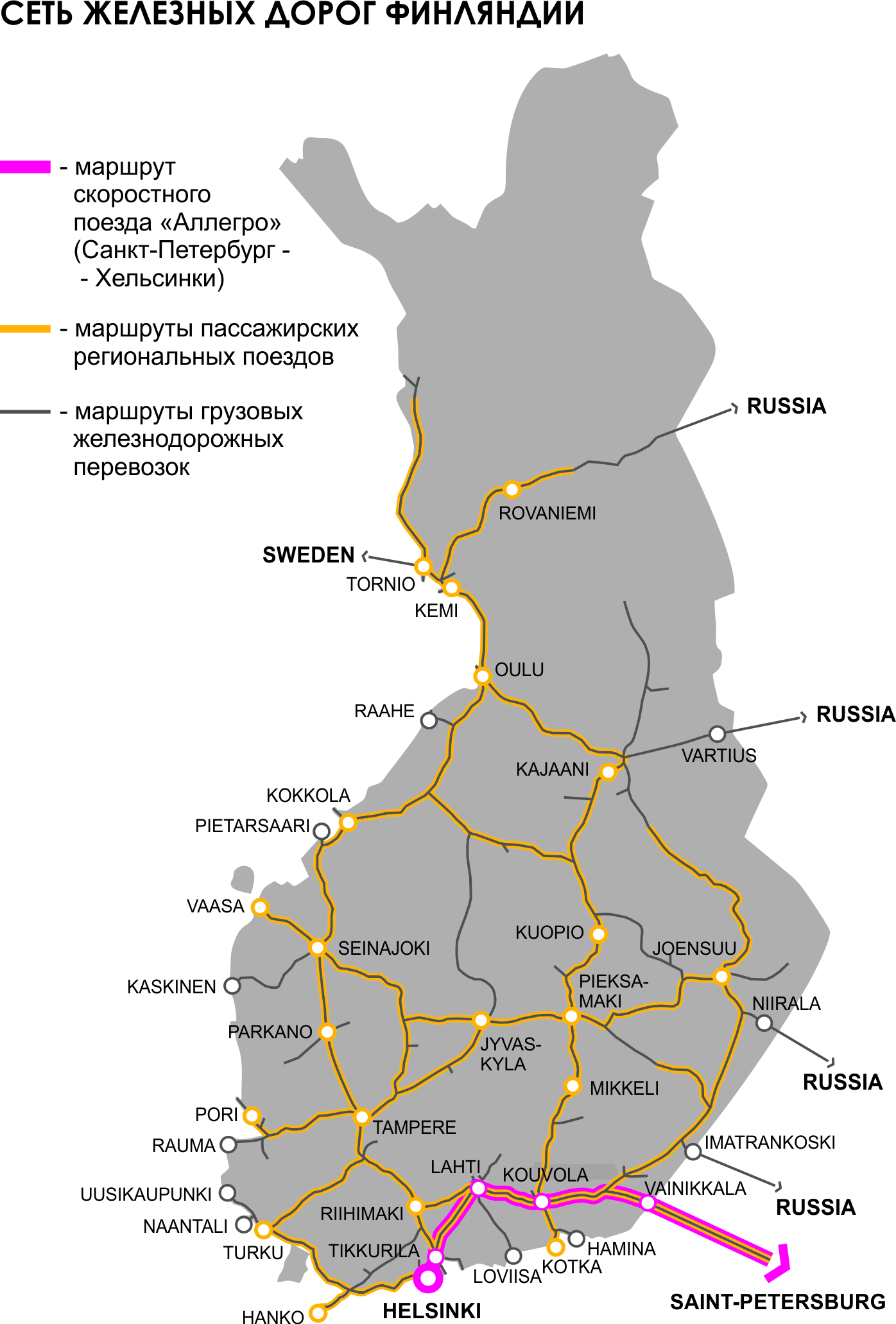
Сеть железных дорог Финляндии на 2014 год

### Пассажирские перевозки

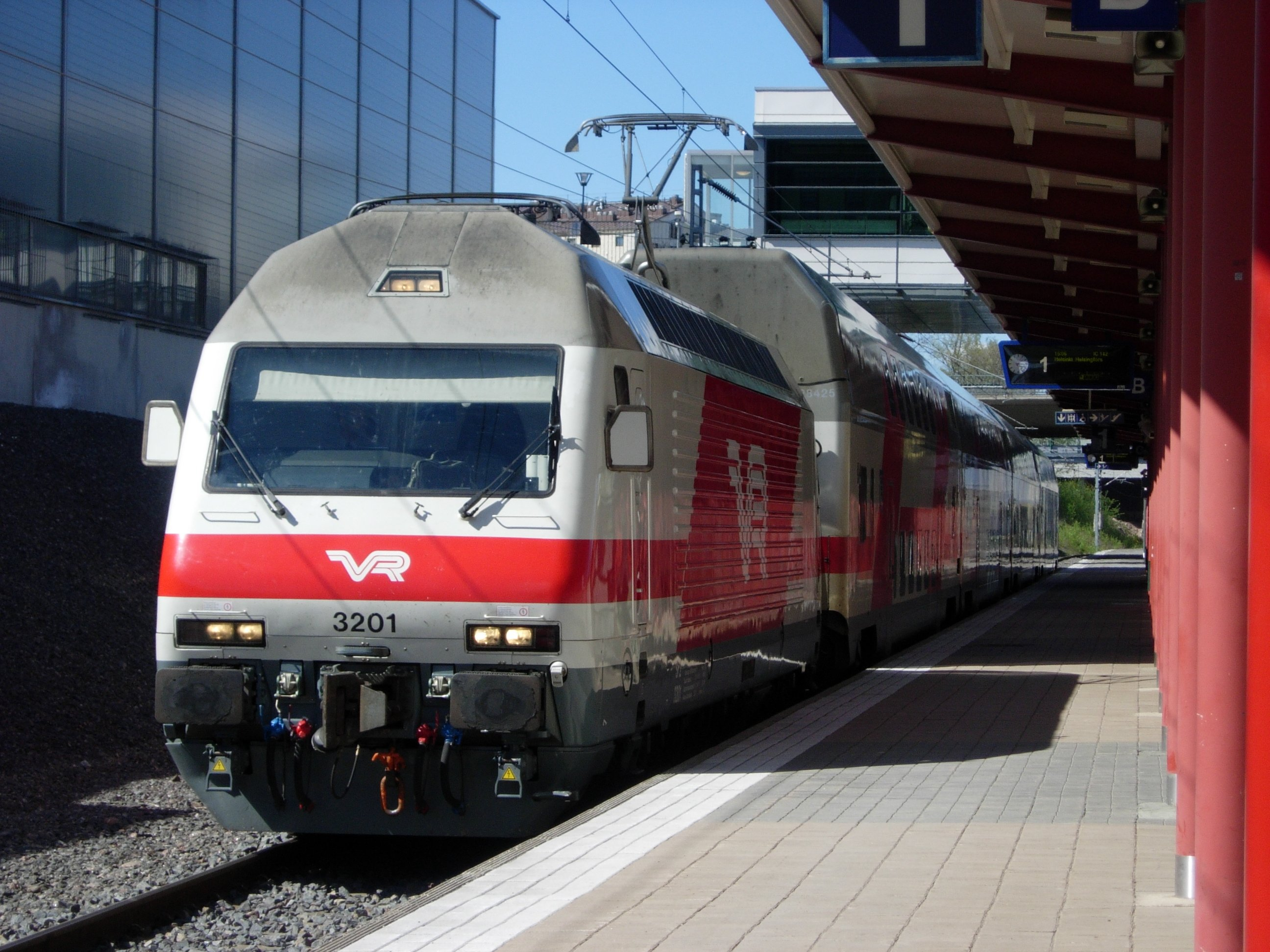
Скоростной поезд InterCity на станции Купиттаа в Турку

Объём пассажирских перевозок железнодорожным транспортом в Финляндии достиг рекордного уровня в 60 млн перевезённых пассажиров в год, из которых 12 млн человек были перевезены поездами дальнего следования. Объём российско-финляндских пассажирских перевозок железнодорожным транспортом составляет порядка 250 тыс. человек.
Поездка от Хельсинки до Рованиеми длится 10 часов, поезда ходят круглый год.
Перемещение железнодорожным транспортом в пределах города стоит 1,5-2 евро за одну поездку (зависит от зоны), абонемент на 10 поездок («Seutulippu», даёт право на скидку при обратной поездке и при поездках в Эспоо и Вантаа, пригороды Хельсинки) — 20 евро. Железнодорожный билет на 3 дня стоит 105 евро (первый класс — 150 евро), на 5 дней — 135 евро (первый класс — 195 евро) и на 10 дней — 180 евро (первый класс — 260 евро).
Дети до 6 лет имеют права бесплатного проезда (до четырёх детей с одним взрослым), детям от 6 до 17 лет предоставляется скидка 50 %. Предусмотрены «семейные» скидки, которые предоставляются семьям не менее чем из 3 человек, один или два из которых — взрослые. Один ребёнок (6-16 лет) с каждым взрослым имеет право на бесплатный проезд. Дети до 6 лет также принимаются в расчёт при определении размеров группы. Все путешествующие по семейному билету должны ехать на одном поезде и в одном и том же классе. Пассажиры старше 65 лет оплачивают 50 % от стоимости проезда. Билет на поезд действителен на маршрутах прямого сообщения без права пересадки.
Существует так же проездной билет «Финрейлпасс», который предоставляет возможность свободно путешествовать по сети Финских железных дорог в течение 3‚ 5 или 10 дней.
Между Финляндией и Россией ежедневно курсируют две пары скоростного поезда «Аллегро» (Хельсинки—Санкт-Петербург), а также фирменный поезд «Лев Толстой» (Хельсинки—Москва).

### Грузовые перевозки
Поезда с платформами для перевозки автомашин ежедневно курсируют в обоих направлениях по маршрутам между Хельсинки и Оулу, Хельсинки и Рованиеми, Турку и Рованиеми и между Тампере и Рованиеми. Существует комплексный билет — провоз машины и проезд в спальном вагоне. Перевозки осуществляет как компания VR Group, так и Fenniarail.

## Авиатранспорт

### Авиакомпании
В Финляндии осуществляют полёты 20 иностранных авиакомпаний. Финская авиакомпания — Finnair (ранее Aero). По стране Finnair осуществляют полёты в том числе в Хельсинки, Куопио, Турку, Оулу, Рованиеми, Ивало и Тампере.
Популярностью пользуются дешёвые авиаперевозчики, совершающие рейсы из Финляндии — так называемые лоукостеры, или авиадискаунтеры. Одной из таких компаний является Blue1 — вторая по величине авиакомпания Финляндии. Blue1 работает на внутренних маршрутах в пределах Финляндии, а также выполняет рейсы в Скандинавию и остальные страны Европы.
Также в Финляндии действует одна частная авиакомпания Finncomm Airlines, которая осуществляют совместные авиаперевозки с Finnair.

### Аэропорты

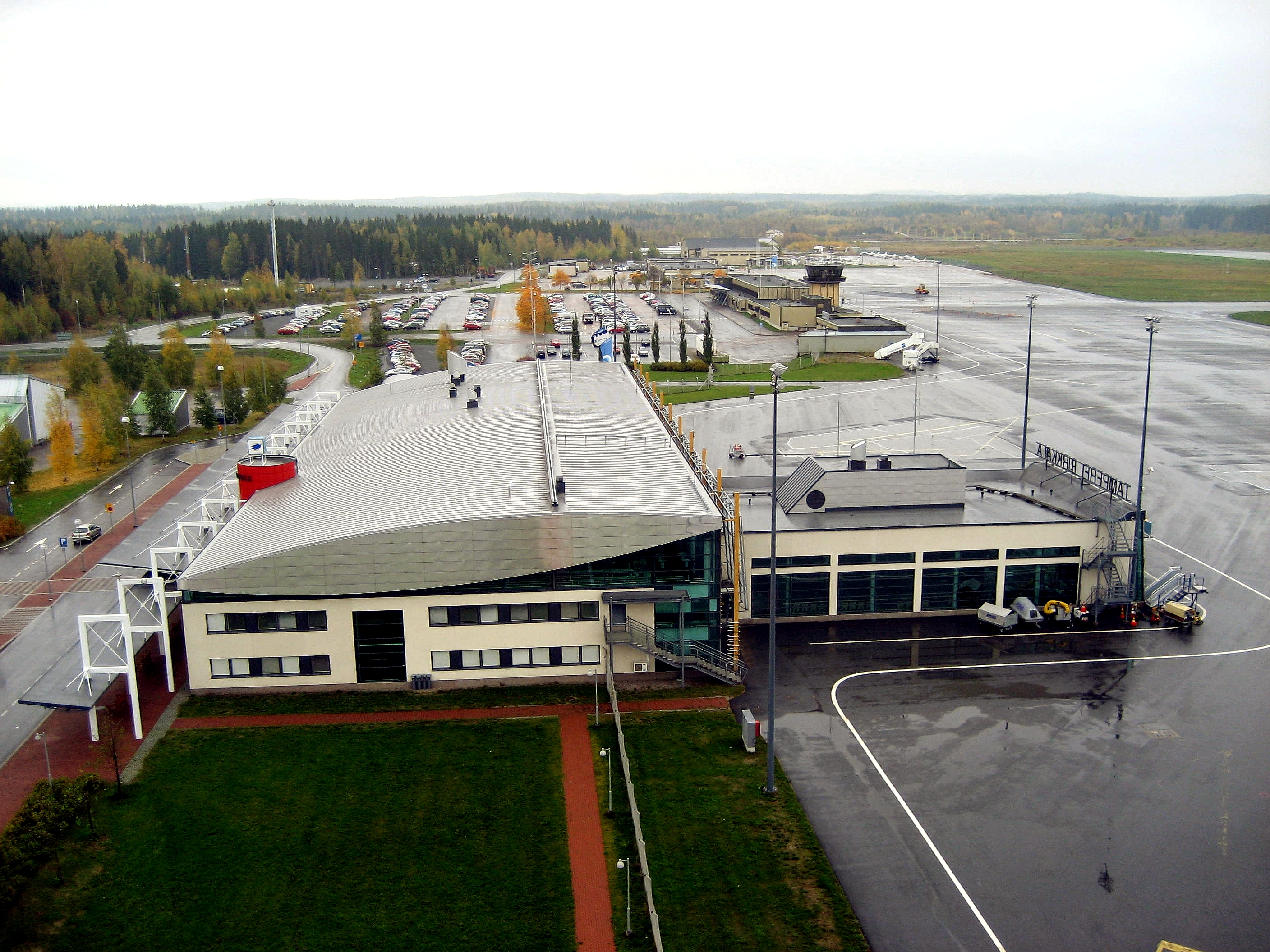
Аэропорт Тампере-Пирккала

В Финляндии 28 аэропортов, крупнейший из которых Хельсинки-Вантаа (HEL) — главный международный аэропорт страны, расположенный в Вантаа, недалеко от Хельсинки. 25 аэропортами управляет компания Finavia.
Другие международные аэропорты: Турку (TKU), Тампере-Пирккала (TMP), Лаппеенранта (LPP) и Рованиеми (RVN).
В аэропорт Тампере-Пирккала из Тампере можно добраться на автобусе «Tokee». Из Хельсинки можно добраться аэропортовым шатлом (shuttle-bus) авиакомпании Ryanair, на рейсовом автобусе с автовокзала Kamppi или на поезде. Также из Хельсинки в Тампере ходит автобус «Mobus». 

## Водный транспорт

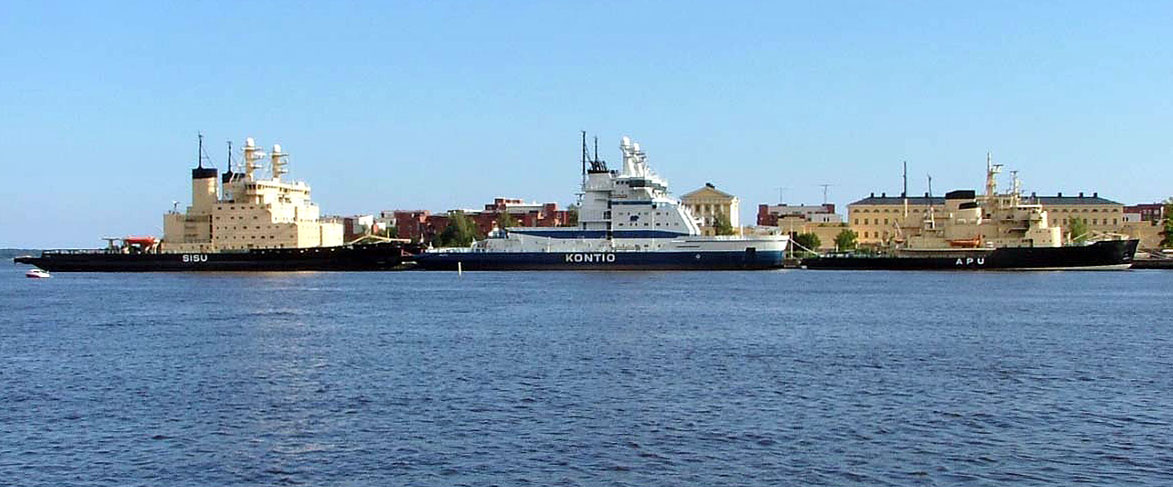
Ледоколы у пристани Катаянокка

За сообщение водным транспортом отвечает Управление морского судоходства. (фин. Merenkulkulaitos), подчинённое министерству транспорта и связи. В его ведении находится содержание фарватера, картографирование морских акваторий, зимнее судоходство, управление морским судоходством и обеспечение его безопасности.

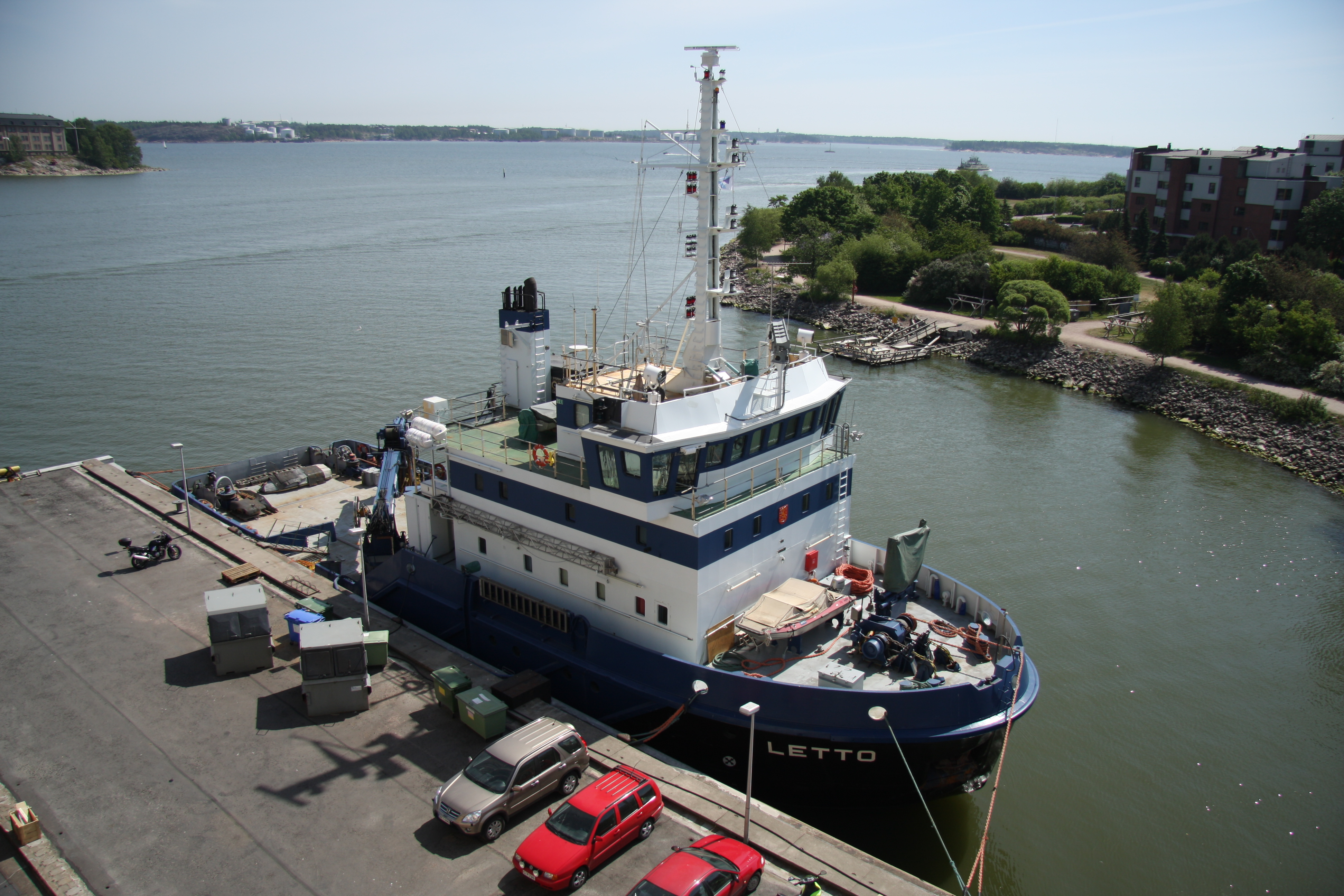

Финский морской транспорт играет значительную роль в перевозках пассажиров и грузов. В стране существует обширная озёрно-речная сеть и протяжённые морские побережья, поэтому по воде можно попасть практически в любую точку Финляндии, а также в близлежащие страны.
Финляндия располагает разветвлённой системой фарватеров, каналов и шлюзов, оснащённых современными навигационными и предохранительными устройствами, обслуживаемых навигационными и лоцманскими службами и ледовой проводкой, сетью терминалов и портов, что в сочетании с деятельностью местных и иностранных транспортно-экспедиторских компаний позволяет обеспечивать на высоком уровне обслуживание морских и речных судов всех типов и классов.
Общая протяжённость фарватеров в морских территориях Финляндии составляет более 7,5 тыс. км, а используемых для навигации внутренних водных путей — более 6,5 тыс. км.
Сеть судоходных водных путей, включающая каналы между многочисленными озёрами, имеет исключительно важное значение для пассажирских и грузовых перевозок. Зимой судоходство по каналам осуществляется с помощью ледоколов.
Близкое к полуостровному положение страны в сочетании с изобилием глубоких заливов способствует развитию морских перевозок. Морем идёт 4/5 импортных и около 9/10 экспортных грузов. По сравнению с соседними Скандинавскими странами торговый флот невелик — его тоннаж несколько больше 2 млн т. Вес доставляемых морем грузов, среди которых преобладает минеральное топливо, вдвое превышает вес отправляемых из финских портов грузов, состоящих преимущественно из лесопромышленной продукции. Среди многочисленных портов на побережье Финского и Ботнического заливов выделяются размерами грузооборота Хельсинки, куда поступает больше всего импортных грузов, и Котка, откуда отправляется больше всего экспортных грузов. Порт Турку отличается интенсивным развитием автопаромного сообщения со Швецией. В соседнем с Турку Нантали расположен крупнейший в Финляндии нефтеимпортный порт.
В государстве работают 102 коммерческих порта, 29 из которых являются членами Ассоциации портов Финляндии (фин. Suomen Satamaliitto).
Практически в каждом прибрежном городе Финляндии работают фирмы, занимающиеся организацией разнообразных экскурсионных круизов и прогулок на катерах и теплоходах. Действует также регулярное водное сообщение с Аландскими островами и островами прибрежного архипелага.

### Морской
Наиболее важными судоходными маршрутами являются, в частности:
- Хельсинки — Стокгольм,
- Турку — Маарианхамина — Стокгольм
- Хельсинки — Таллин,
- Хельсинки — Любек,
- Вааса — Уумайа.

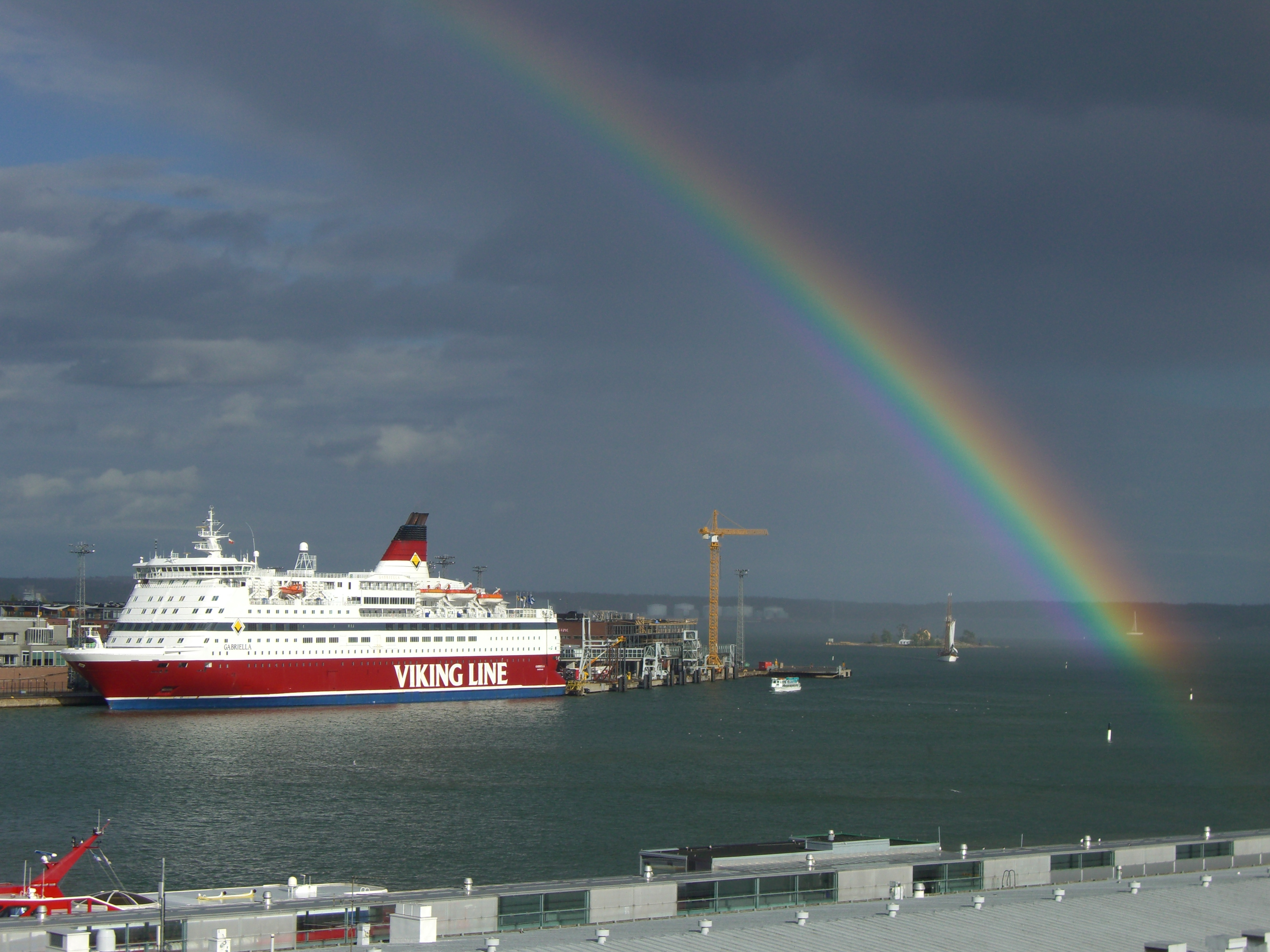
Южная гавань Хельсинки и паром Viking Line

В настоящее время в Финляндии действуют следующие паромные компании:
- «Silja Line». Маршруты: Хельсинки (Финляндия) — Мариехамн (Аландские острова) — Стокгольм (Швеция), Хельсинки (Финляндия) — Таллин (Эстония), Турку (Финляндия) — Капельшер (Швеция), Турку (Финляндия) — Стокгольм (Швеция).
- «Viking Line». Маршруты: Хельсинки (Финляндия) — Мариехамн (Аландские острова) — Стокгольм (Швеция), Хельсинки (Финляндия) — Таллин (Эстония), Турку (Финляндия) — Капельшер (Швеция), Турку (Финляндия) — Стокгольм (Швеция).
- «Tallink»: Маршрут Хельсинки (Финляндия) — Таллин (Эстония). Компании «Tallink» также принадлежат «Silja line» и «Superfast ferries».
- «Finnlines»: Одна из самых больших европейский паромных компаний. Осуществляет перевозки между Бельгией, Германией, Норвегией, Швецией, Финляндией и Россией.
- «Superfast Ferries» через «Tallink»: Маршрут Ханко (Финляндия) — Росток (Германия). Из Хельсинки до Ханко (124 км) можно доехать либо на рейсовом автобусе, либо автобусе «Superfast».
- «RG-Line»: Маршрут Вааса (Финляндия) — Умео (Швеция) — самый кратчайший путь из Финляндии в Швецию (около 3 часов)[источник не указан 905 дней].
- «Eckeroline»: Маршрут Хельсинки (Финляндия) — Таллин (Эстония)[источник не указан 905 дней].
- «SeaWind line»: Маршрут Турку (Финляндия) — Лангнас — Стокгольм (Швеция)[источник не указан 905 дней].
- «SuperSeaCat»: Маршрут Хельсинки (Финляндия) — Таллин (Эстония)[источник не указан 905 дней].

В Хельсинки круизный сезон начинается в мае и завершается в сентябре. Зимой порт Хельсинки продолжает работать, принимая и отправляя паромы в Швецию, Германию и Эстонию.
Летом 2008 года компанией Stella Lines была предпринята попытка открыть пассажирское движение (паром Julia) на маршруте Хельсинки—Санкт-Петербург.

### Озёрный и речной
В летнее время (с мая по август) из Котки от причала в заливе Сапоканлахти регулярно отправляются водные «трамвайчики» к близлежащим островам — Хаапасаари, Кауниссаари, Вариссаари, Лехмясаари и Кукоури. Стоимость проезда составляет от 4,5 до 8 евро (дети — от 2 до 4 евро).
Сайменский канал связывает с российским Выборгом самый крупный в Европе водный бассейн озера Сайма, расположенный в восточной Финляндии. Основные порты этого озёрного бассейна — города Куопио, Миккели, Варкаус, Савонлинна и Лаппеенранта, хотя небольшие порты есть и во многих маленьких городках. С водным бассейном озера Сайма связано и расположенное в Северной Карелии озеро Пиелинен с важнейшими портами в городах Лиекса (Коли), Нурмес и Йоенсуу.
Озеро Сайма представляет собой огромный водный лабиринт из цепочек больших и малых озёр, соединённых между собой множеством рек, речушек и проток. «Большая» Сайма общей площадью 4460 км² — самое крупное озеро на территории Финляндии. По акватории этого бассейна проходит более 2000 км судоходных путей. Протяжённость береговой линии составляет 13 700 км. На озере расположен живописный архипелаг из более чем 76 000 островов. В самом глубоком месте глубина озера составляет 82 м, средняя глубина — 17 м.
Соединяющий Финляндию с Россией Сайменский канал начинается в городе Лаппеенранта на берегу озера Сайма и выходит к Финскому заливу в Выборге. Длина Сайменского канала — 43 км (23,3 км на территории Финляндии и 19,6 км на территории России). На финской стороне расположены три шлюза. Из Лаппеенранты отправляются как короткие круизы к шлюзам, так и однодневные круизы в Выборг.
Озеро Пиелинен, пятое по размерам озеро Финляндии, протянулось в длину на 100 км и в ширину на 35 км. Средняя глубина озера — 10 м. На озере расположилось более 1000 островов. Водные пути озера Пиелинен включают также 67-километровую реку Пиелисйоки (седьмая по длине в Финляндии). Перепад высот между истоком и устьем — около 20 м, средний расход воды — 240 м³ в секунду.
Водные бассейны озёр Пяянне и Кейтеле образуют в центральной части Финляндии Озёрный край с окружёнными со всех сторон водой городами Ювяскюля, Лахти и Хейнола. Эти два озера связаны между собой каналом, в результате чего общая протяжённость судоходного пути по ним достигает нескольких сотен километров.
Общая площадь акватории второго по своим размерам озера страны, Пяйянне, составляет 1090 км². Длина озера — 120 км, ширина — до 30 км. Максимальная глубина — 104 м.
Седьмое по размерам озеро, Кейтеле, имеет длину 86 км и ширину до 10 км. Максимальная глубина — 64 м. Площадь озера — 450 км², протяжённость береговой линии — 1 000 км.
Канал Кейтеле-Пяянне (строительство завершено в 1993 году) связал между собой два озера, образовав судоходный путь протяжённостью 450 км. На 40-километровом канале построено 5 шлюзов (перепад высот между озёрами составляет 40 м). Круизное сообщение по каналу осуществляет недавно построенный теплоход «Суомен Суви», рассчитанный на 200 пассажиров (базируется в Ювяскюля).
Три крупных озера Финляндии — Пюхяярви, Нясиярви и Ванаявеси расположены рядом с важнейшими городами региона — Тампере, Хямеенлинна и Виррат.
Озеро Пюхяярви расположено в южной части страны. И хотя с современного финского языка его название можно перевести как «священное озеро», скорее всего, его первоначальным значением было «пограничное озеро». Озеро Пюхяярви имеет форму буквы «C» — на его северной оконечности расположены города Тампере и Нокиа, а на южной — город Хямеенлинна.
Длина — 40 км, ширина — до 3 км, глубина — до 50 м (Стоит обратить внимание, что озёр с названием Пюхяярви в Финляндии несколько).
Озеро Нясиярви площадью 257 км² — самое крупное в регионе Тампере. Город Тампере расположен между двумя озёрами — Нясиярви и Пюхяярви, которые соединяет друг с другом текущий по городу бурный порожистый поток, вытекающий из озера Нясиярви. С тех пор как лесообрабатывающая промышленность сильно снизила забор чистой воды, качество воды в озере значительно улучшилось. На озере Нясиярви хорошо налажено туристическое круизное обслуживание. Длина — 40 км, максимальная глубина — 63 м. В северной части озера расположен канал Муроле.
Третье по размеру озеро в западной части Озерного края — Ванаявеси. На берегу озера в городе Хямеенлинна расположена крепость Хяме. Длина — 20 км, ширина — 15 км.